# (385607) 2005 EO297
(385607) 2005 EO297, também escrito como (385607) 2005 EO297, é um objeto transnetuniano que está localizado no disco disperso, uma região do Sistema Solar. Este corpo celeste é classificado como um threetino, pois, o mesmo está numa ressonância orbital de 1:3 com o planeta Netuno. Ele possui uma magnitude absoluta de 7,2 e tem um diâmetro estimado com cerca de 160 km.

## Descoberta
(385607) 2005 EO297 foi descoberto no dia 11 de março de 2005 pelo astrônomo Marc W. Buie.

## Órbita
A órbita de (385607) 2005 EO297 tem uma excentricidade de 0,350 e possui um semieixo maior de 63,371 UA. O seu periélio leva o mesmo a uma distância de 41,187 UA em relação ao Sol e seu afélio a 85,556 UA.